# Aneflus longissimus
Aneflus longissimus là một loài bọ cánh cứng trong họ Cerambycidae.